# Giuseppe Tornatore
Giuseppe Tornatore (Bagheria, Província de Palerm, Sicília, 27 de maig de 1956) és un escenarista, guionista i director de cinema italià. Amb una carrera de més de 30 anys, és molt conegut per dirigir i escriure pel·lícules de drama com ara Stanno tutti bene, La llegenda de 1900, Malèna, Baarìa i La millor oferta. La seva pel·lícula més destacada és Cinema Paradiso, per la qual Tornatore va guanyar l'Oscar a la millor pel·lícula de parla no anglesa. També ha dirigit diverses campanyes publicitàries per a Dolce & Gabbana.
Tornatore també és conegut per la seva llarga relació amb el compositor Ennio Morricone, que va compondre música per a tretze llargmetratges de Tornatore des de 1988.

## Biografia
Va néixer a la ciutat de Bagheria prop de Palerm, a Sicília. Ja de molt jove, Giuseppe Tornatore mostra interès per la interpretació i la posada en escena. Amb només setze anys, aconsegueix portar al cinema obres de mestres com Luigi Pirandello o Eduardo De Filippo. Va treballar inicialment com a fotògraf autònom.
El seu primer èxit audiovisual fou un documental sobre Les minories ètniques a Sicília (Le minoranze etniche in Sicilia), amb el qual va guanyar un premi al Festival de Salerno. Més endavant realitzà, per a la RAI, Diario di Guttuso (Diari de Guttuso). Treballà encara durant un breu període per a la cadena nacional, i se n'ocupà d'alguns programes: Ritratto di un rapinatore – Incontro con Francesco Rosi (Retrat d'un lladre – Trobada amb Francesco Rosi) o Scrittori siciliani e cinema: Verga, Pirandello, Brancati e Sciascia (Escriptors sicilians i cinema: Verga, Pirandello, Brancati i Sciascia). Finalment, el 1984, col·labora amb Giuseppe Ferrara en Cent dies a Palermo (Cento giorni a Palermo).
Dos anys més tard debuta "oficialment" a la pantalla gran amb El senyor de la Camorra (Il camorrista), que tracta del "centre" napolità, i en particular el padrí Raffaele Cutolo i la seva germana. Aquesta pel·lícula és ben rebuda pel públic i la crítica, i li fa guanyar la Condecoració de plata per ser un dels millors realitzadors joves.
La seva trobada amb el cèlebre productor Franco Cristaldi el 1989 fa néixer la que seria l'obra mestra de Tornatore: Cinema Paradiso (Nuovo Cinema Paradiso). Després d'alguns imprevistos sobre la durada de la pel·lícula, és seleccionada al Festival de Cannes, qui li concedeix el premi especial del jurat. A la seva estrena, la pel·lícula és plebiscitada tant per la crítica com pel públic. Obté un Òscar a la millor pel·lícula estrangera.
El 1990 filma Tots estan bé (Stanno tutti bene), que explica el viatge d'un pare sicilià a la recerca dels seus fills escampats per tot Itàlia, interpretada per Marcello Mastroianni. El 1991 col·labora a la pel·lícula col·lectiva Especialment diumenge (La domenica specialmente) amb Francesco Barilli, Giuseppe Bertolucci i Marco Tullio Giordana. El 1994 filma Una simple formalitat (Una pura formalità), que el portarà a la Palma d'Or del Festival de Cannes. Aquesta pel·lícula marca un fet important a la carrera del realitzador, que canvia radicalment d'estil. Reuneix dues estrelles internacionals: Roman Polanski i Gérard Depardieu.
Realitza, el 1995, un documental Lo schermo a tre punte (La pantalla de tres punts), en el qual explica "la seva" Sicília (al·lusió a la forma triangular). Encara en aquest any dirigeix L'home de les estrelles (L'Uomo delle stelle), amb Sergio Castellitto en el paper del venedor de somnis. La pel·lícula guanya el David di Donatello i la Condecoració de plata a la millor posada en escena i un premi al Festival de Venècia. El 2007 va guanyar el Silver George al millor director al 29è Festival Internacional de Cinema de Moscou per La dona desconeguda.
El 2009 realitza Baarìa - La porta del vento, que serà triada per representar Itàlia a l'Oscar a la millor pel·lícula de parla no anglesa aquell any.

## Vida personal
Tornatore es descriu a si mateix com "aquell que no creu i que lamenta això". El seu germà, Francesco Tornatore, és productor.

## Filmografia

### Direcció

#### Llargmetratges
- Il camorrista (1986)
- Cinema Paradiso (1988)
- Stanno tutti bene (1990)
- Il cane blu, episodi de La domenica specialmente (1991)
- Una simple formalitat (1994)
- L'home de les estrelles (1995)
- La leggenda del pianista sull'oceano (1998)
- Malèna (2000)
- La sconosciuta (2006)
- Baaria (2009)
- La millor oferta (2013)
- La correspondència (2016)

#### Curtmetratges
- Stella gemella (1996)
- 50º anniversario Oscar Miglior Film Straniero (2007)
- Il mago di Esselunga (2011)

#### Documentals
- Ritratto di un rapinatore (1981)
- Incontro con Francesco Rosi (1981)
- Le minoranze etniche in Sicilia (1982)
- Diario di Guttuso (1982)
- Scrittori siciliani e cinema (1984), serie TV in quattro episodi
- Lo schermo a tre punte (1995)
- Riccardo Freda (1996), dins de la sèrie Ritratti d'autore
- L'ultimo gattopardo - Ritratto di Goffredo Lombardo (2010)
- Devotion (2020)
- Ennio (2021)

#### Publicitat
- Spot AIMA - Associazione Italiana Malati Alzheimer - pubblicità progresso (2002)
- Spot TIM - La forza delle connessioni (2022)

### Producció
- Cento giorni a Palermo, dirigida per Giuseppe Ferrara (1984)
- Il figlio di Bakunin, dirigida per Gianfranco Cabiddu (1997)
- Il manoscritto del Principe, dirigida per Roberto Andò (2000)

### Editor
- Una pura formalità, dirigida per Giuseppe Tornatore (1994)

## Obres
- Nuovo Cinema Paradiso, Sellerio 1989
- Baarìa, Mondadori Electa, 2009
- Il collezionista di baci, Mondadori Electa, 2014
- La migliore offerta, Sellerio, 2013
- La corrispondenza, Sellerio, 2016
- Diario inconsapevole, HarperCollins Italia, 2018
- Leningrado, Sellerio, 2018
- Ennio, un maestro, amb Ennio Morricone, HarperCollins Italia, 2018
- All'èpica. C'era una volta la politica, Albatros, 2022

## Reconeixements
Premi Oscar
- 1990 – Millor pel·lícula en llengua estrangera per Nuovo Cinema Paradiso
- 1996 – Nominada a la millor pel·lícula en llengua estrangera per The Star Wars Man

Globus d'Or
- 1990 – Millor pel·lícula estrangera per Nuovo Cinema Paradiso
- 2000 – Nominació a millor pel·lícula estrangera per Malèna
- 2010 – Nominació a la millor pel·lícula estrangera per Baarìa

Premi BAFTA
- 1991 – Millor pel·lícula estrangera per Nuovo Cinema Paradiso
- 1991 – Nominació com a millor director per Nuovo Cinema Paradiso
- 1991 – Millor guió original per Nuovo Cinema Paradiso
- 2000 – Nominació a millor pel·lícula estrangera per Malèna

El David de Donatello
- 1987 – Nominació com a millor director debut per Il camorrista
- 1989 – Nominació a la millor pel·lícula per Nuovo Cinema Paradiso
- 1989 – Nominació com a millor director per Nuovo Cinema Paradiso
- 1995 – Festival de Cinema de Venècia

Lleó de Plata al millor director a Giuseppe Tornatore per L'uomo delle stelle
- 1996 – Nominació a la millor pel·lícula per The Star Wars Man
- 1996 – Millor director per The Starfighter
- 1996 – Nominació al millor guió per The Starfighter
- 1999 – Nominada a la millor pel·lícula per The Legend of the Ocean Pianist
- 1999 – Millor director per The Legend of the Pianist on the Ocean
- 1999 – Nominació al millor guió per The Legend of the Ocean Pianist

Escola David
- 1999 – La llegenda del pianista a l'oceà
- 2007 – Millor pel·lícula per The Stranger
- 2007 – Millor director per The Unknown
- 2007 – Nominació al millor guió per La dona desconeguda
- 2010 – Nominació a la millor pel·lícula per Baarìa
- 2010 – Nominació a millor director per Baarìa
- 2010 – Nominació al millor guió per Baarìa

David Jove
- 2010 – per a Baarìa
- 2011 – Nominació al millor documental per The Last Leopard: Portrait of Goffredo Lombardo
- 2013 – Millor pel·lícula per The Best Offer
- 2013 – Millor director per The Best Offer
- 2013 – Nominació al millor guió per The Best Offer
- 2013 – David Giovani per La millor oferta
- 2016 – David Giovani per Correspondència
- 2022 – Nominació a la millor pel·lícula per Ennio
- 2022 – Nominació a millor director per Ennio
- 2022 – Millor documental per a Ennio
- 2022 – David Giovani candidatura per Ennio

Nastro d'argento
- 1987 – Millor director debut per Il camorrista
- 1989 – Nominació a la millor direcció pel Nuovo Cinema Paradiso
- 1989 – Nominació a millor tema per Nuovo Cinema Paradiso
- 1991 – Nominació al millor tema per Everybody's Fine
- 1995 – Nominació a millor director de pel·lícula per A Pure Formality
- 1995 – Nominació a la millor assignatura per Un pur tràmit
- 1996 – Director a la millor pel·lícula per The Star Wars Man
- 1996 – Nominació al millor guió per The Starfighter
- 1999 – Director a la millor pel·lícula per The Legend of the Ocean Pianist
- 1999 – Millor guió per The Legend of the Ocean Pianist
- 2000 – Millor productor per The Prince's Manuscript
- 2007 – Director de la millor pel·lícula per The Stranger
- 2007 – Nominació al millor guió per La dona desconeguda
- 2010 – Cinta de l'any per Baarìa
- 2011 – Cinta de plata especial per a documentals de The Last Leopard: Portrait of Goffredo Lombardo
- 2013 – Director de Millor Pel·lícula per La Millor Oferta
- 2013 – Nominació al millor guió per The Best Offer
- 2022 – Millor documental de cinema per a Ennio

Ciak d'oro
- 1995 – Millor edició per A pure formality[12]
- 1999 – Millor director per The Legend of the Pianist on the Ocean
- 2013 – Millor director per The Best Offer[13]

Festival de Cinema de Cannes
- 1989 – Nominació a la Palma d'Or pel Nuovo Cinema Paradiso
- 1989 – Gran Premi Especial del Jurat per al Nuovo Cinema Paradiso

Premis del Cinema Europeu
- 1989 – Nominació a la millor pel·lícula jove per Nuovo Cinema Paradiso
- 1989 – Premi Especial del Jurat per al Nuovo Cinema Paradiso
- 2007 – Nominació a millor director per The Unknown
- 2007 – Premi del públic a la millor pel·lícula europea per La dona desconeguda
- 2010 – Nominació al Premi del Públic a la millor pel·lícula europea per Baarìa
- 2013 – Nominació a la millor pel·lícula per The Best Offer
- 2013 – Nominació a millor director per The Best Offer
- 2013 – Nominació al millor guió per The Best Offer
- 2013 – Nominació al Premi del Públic a la millor pel·lícula europea per The Best Offer

Premi Flaiano
- 1989 – Millor guió per Il camorrista i Nuovo Cinema Paradiso
- 2022 – Millor documental per a Ennio

Premi Internacional Cicognini
- 2022 – Reconeixement especial al documental Ennio[14]

Premi Robert Bresson
- 2000 – Pel testimoni, significatiu per la seva sinceritat i intensitat, del difícil camí a la recerca del sentit espiritual de la vida